# Lago della Duchessa
Il lago della Duchessa è un lago montano d'altura del Lazio, in provincia di Rieti, all'interno della riserva regionale Montagne della Duchessa, nel territorio del comune di Borgorose, ai confini con la provincia dell'Aquila in Abruzzo. 

## Descrizione
Si tratta di un lago di origine glaciale di tipo alpino, uno dei pochi dell'Appennino, posto a 1 788 m s.l.m. in una conca d'altura tra le pareti di roccia del Murolungo (2 184 m) e i declivi del monte Morrone (2 141 m) e del sottogruppo Costone-Uccettu (2 239–2 004 m) in una zona prativa che d'estate si ricopre di ranuncoli ed è il rifugio del tritone crestato.. Nei pressi è presente una grotta carsica ricca d’acqua e dal suggestivo nome di Grotta dell’Oro.

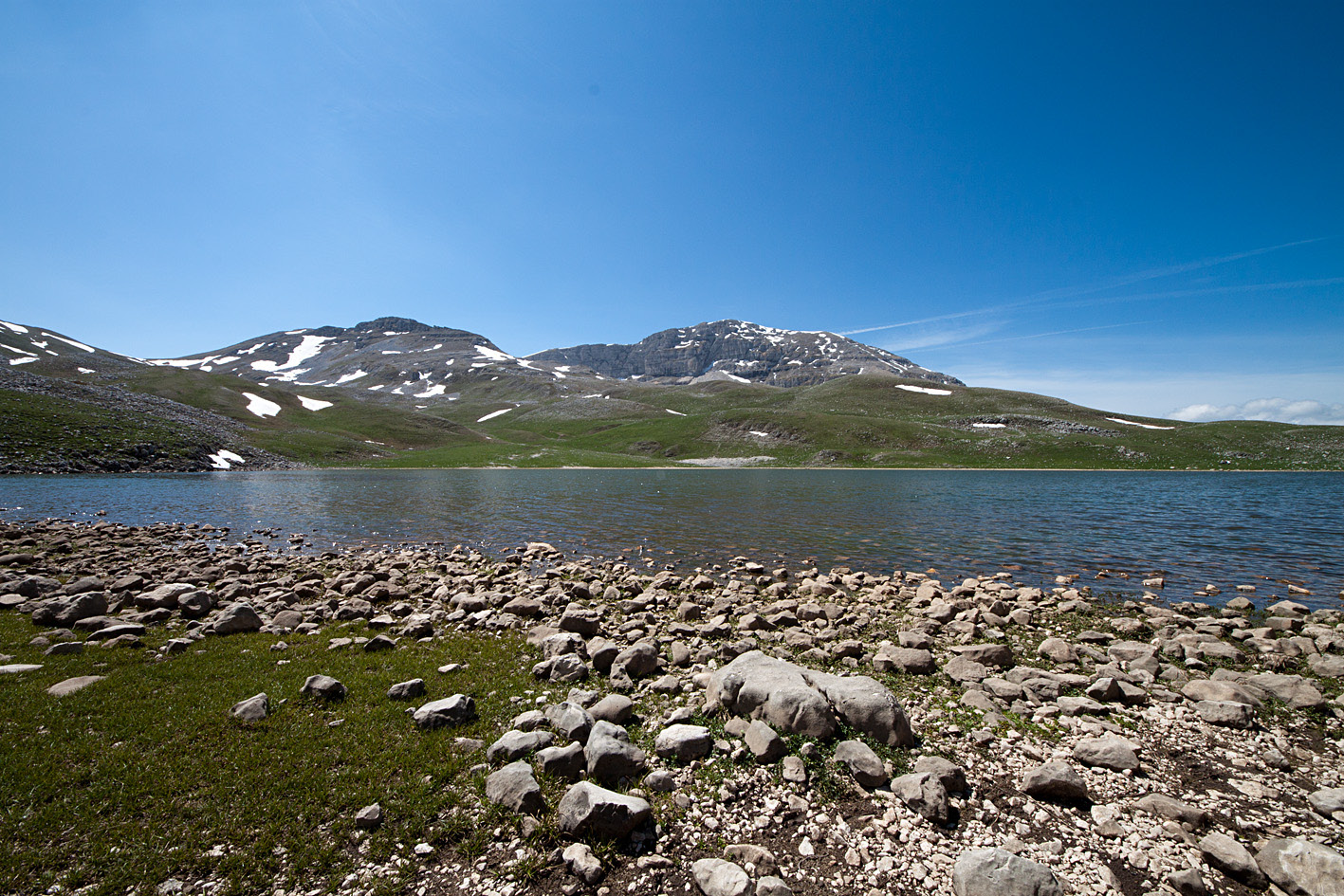
Il lago in tarda primavera (sullo sfondo il Murolungo)

Il lago, privo di immissari, lungo 400 m e largo 150 m, è un tipico lago montano d'altura di origine glaciale presentando variazioni stagionali di livello dovute al suo essere alimentato esclusivamente dalle precipitazioni atmosferiche e dallo scioglimento delle nevi. La sua forma sembra indicativa di un'antica fusione tra due doline. D'inverno è totalmente ghiacciato e ricoperto di neve, mentre d'estate è luogo di abbeveramento per mandrie e greggi raggiungendo il suo livello minimo e spesso di aspetto torbido e fangoso.

### Accessi

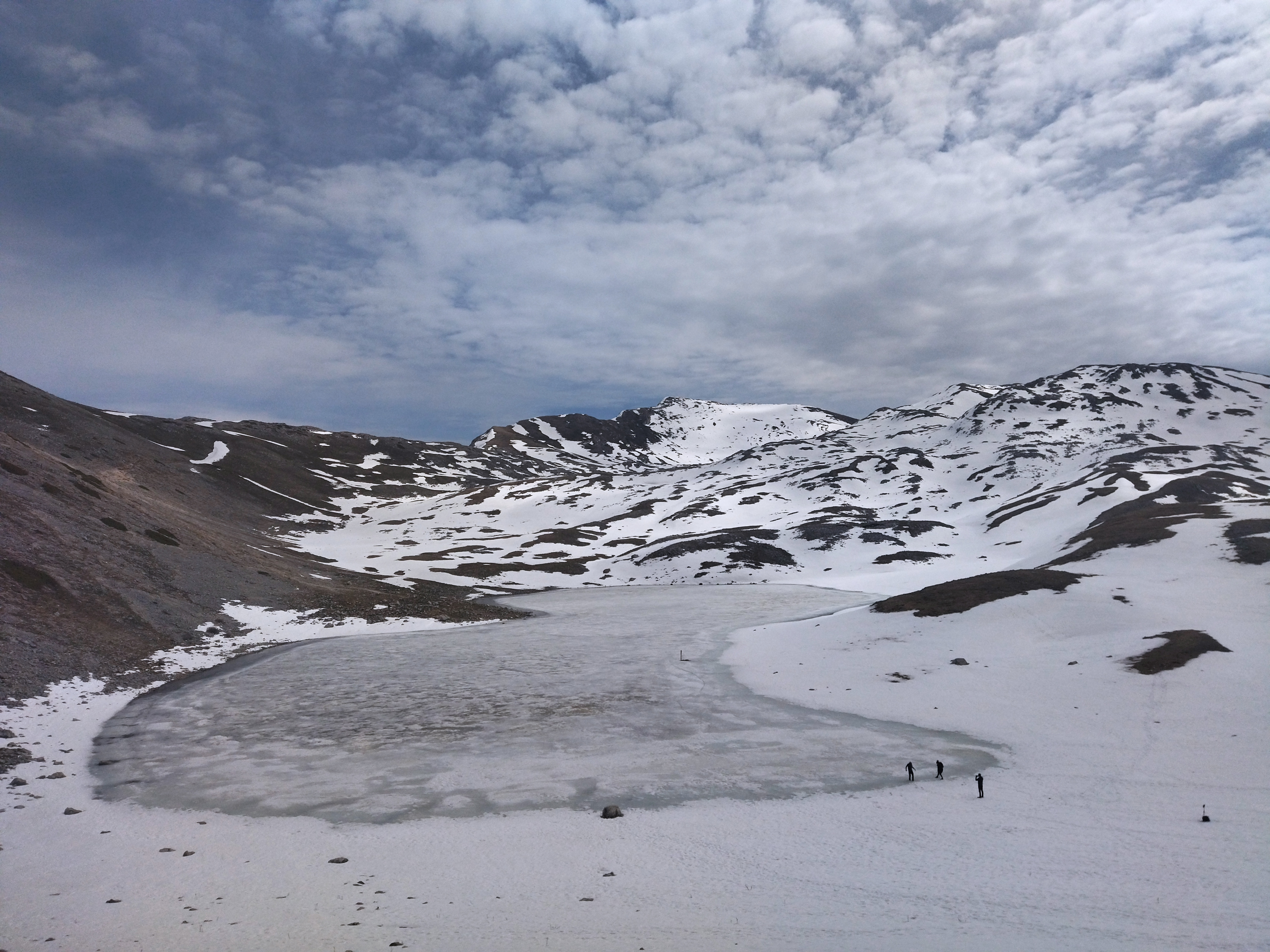
Il lago ghiacciato

Il lago è raggiungibile dal versante ovest di Cartore di Borgorose attraverso percorsi escursionistici di media lunghezza e dislivello percorrendo il Vallone di Fua o il Vallone del Cieco oppure da Corvaro risalendo la Valle Amara, la Valle dell'Asino fino al Campitello e poi svalicando tra Punta dell'Uccettu e Monte Morrone con successiva breve discesa. Dal versante est da Prato Capito sulla strada per Campo Felice attraversando il Bosco di Cerasuolo, raggiungendo il Campitello e innestandosi sull'altro tracciato oppure dal Rifugio Vincenzo Sebastiani salendo su Vena Stellante (2 271 m) e scendendo poi gradualmente.
| Versante | Partenza                   | Sentiero                                                                   | Difficoltà | Rifugio/Bivacco             | Note                       |
| -------- | -------------------------- | -------------------------------------------------------------------------- | ---------- | --------------------------- | -------------------------- |
| Ovest    | Cartore                    | CAI 2B                                                                     | EE         | Bivacco Gigi Panei          | Passaggi esposti           |
| Ovest    | Cartore                    | CAI 2C fino a bivacco Gigi Panei, ultimo tatto CAI 2B fino al lago         | E          |                             |                            |
| Ovest    | Bocca di Teve              | CAI 2 (fino a Capo Teve), CAI 2A (fino a Malopasso), CAI 1A (fino al lago) | EE         |                             | Passaggi esposti su CAI 2A |
| Est      | Valle Cerchiata            | CAI 1A                                                                     | EE         | Rifugio Vincenzo Sebastiani |                            |
| Est      | Vecchia miniera di bauxite | CAI 1E (fino a Il Costone), CAI 1A (fino al lago)                          | EE         |                             |                            |
| Nord     | Tornimparte                | CAI 1E, CAI 1F, CAI 2E, Punta dell’Uccettu, lago della duchessa            | EE         |                             |                            |
| Nord     | Corvaro                    | CAI 2D                                                                     | EE         |                             |                            |

## Storia

### Il lago e il caso Moro

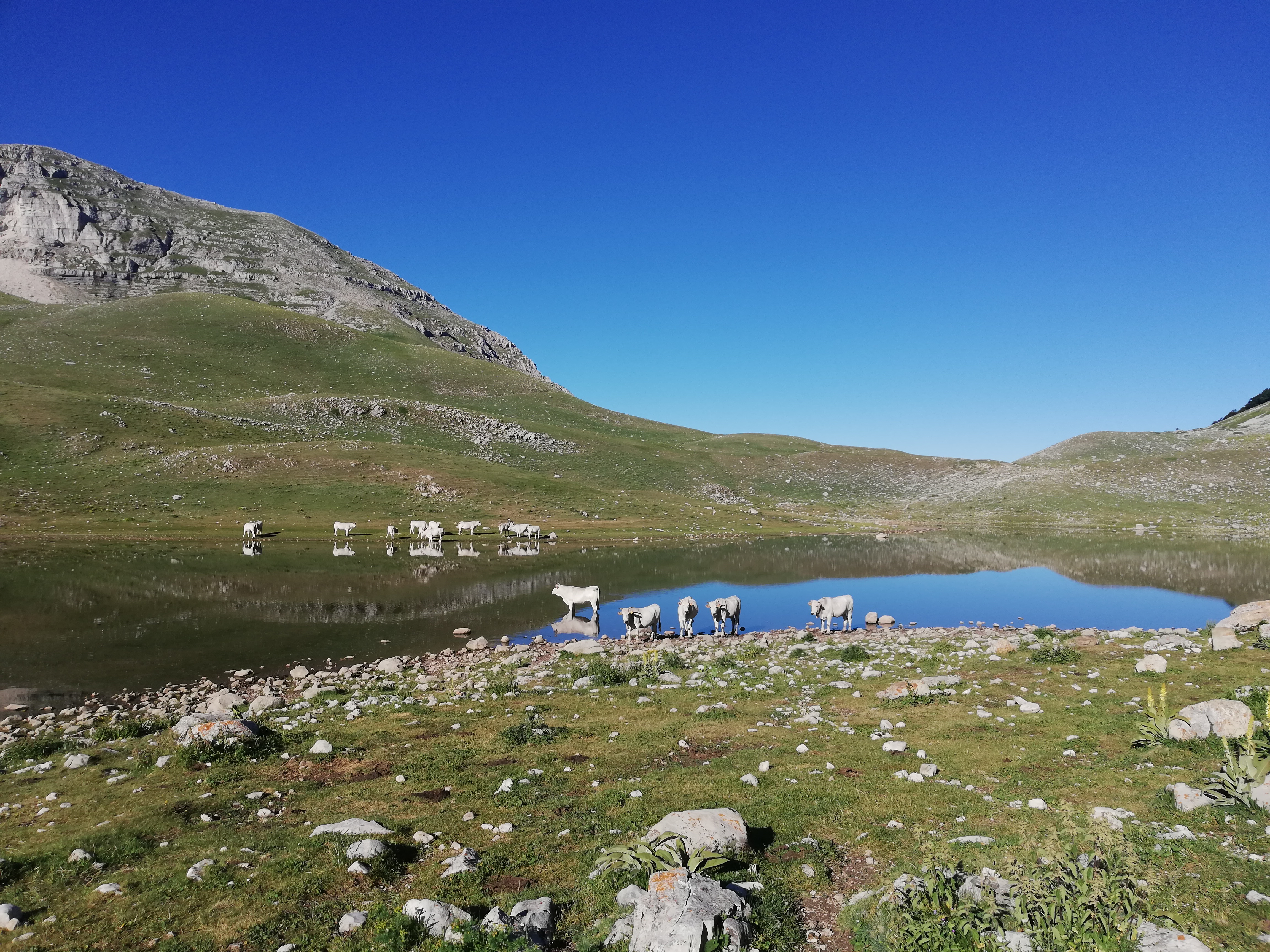
Il lago con mandrie che si abbeverano. A sinistra il Murolungo

Il lago divenne noto a livello nazionale per un tentativo di depistaggio avvenuto nell'aprile del 1978 durante il sequestro di Aldo Moro. Un falso comunicato delle Brigate Rosse (il falso comunicato nº 7) il 18 aprile 1978 indicava di cercare il cadavere di Moro nel lago, e costrinse la polizia a delle difficoltose operazioni di ricerca sotto la superficie ghiacciata.

Le ricerche di Aldo Moro, nell'aprile 1978, dopo che il falso comunicato indicava esservi stato lasciato il cadavere dello statista

Quando arriva il falso comunicato delle Br sul lago della Duchessa,
Nello stesso giorno fu scoperto il covo brigatista di via Gradoli, 96 a Roma.
Già dopo una settimana la stampa internazionale avanzò sospetti sulla sua veridicità: 
Il falso messaggio era in effetti stato rivendicato da più soggetti, ma fu l'emanazione del nuovo comunicato n. 7 tre giorni dopo che indusse a sospettarne la natura di apocrifo; esso fu verosimilmente realizzato dal falsario d'arte Tony Chichiarelli, legato alla Banda della Magliana.